# Toulmin-modell
A Toulmin-modell egy érvelési modell, ami az érvelést hat egymással összefonódó komponens összefüggésében elemzi, és amit Stephen Edelston Toulmin(en) (1922–2009) brit filozófus, író és neveléstudós dolgozott ki. A modell a retorika, a kommunikáció és a számítógép-tudományok területén hasznosnak bizonyult.
Toulmin írásaira nagy hatást gyakorolt Ludwig Wittgenstein munkássága.

## A Toulmin-modell
Toulmin úgy gondolta, hogy az érvelések folyama mindig a klasszikus logika törvényszerűségeit követi. Szerinte az érvelések praktikusságára kell koncentrálni. Ezért kidolgozott egy modellt, amely az érvelések alapvető állításaira koncentrál és azok igazolásra való alkalmazhatóságaira.
A teoretikus modellek azon az elven alapulnak, hogy az érvelés követeléshez kell az érvelés folyamán elérni. Az érvelés praktikus megközelítései szerint először egy követelést kell találni, majd annak az igazolásához kell érkezni.
Toulmin azonban úgy gondolta, hogy az okozati viszony kevésbé egy dedukciós folyamat, mindinkább új ötletek magába foglalása és egy tesztelési folyamat, amely már meglévő ötletekkel variál – mindez pedig az igazolás folyamatán keresztül érhető el.
Toulmin szerint egy hatásos érvelésnek megfelelő igazolást kell kínálnia az adott követelésre. Ezek alapján biztosítható, hogy az érv megállja a helyét a kritikai megközelítés kereszttüzében és lehetőleg egy megfelelő ítélet követi.
Összességében megállapítható, hogy a formális logikai érvelés a logika, a matematika és az asztronómia területén használható olyan helyzetekben, mikor az adatok már korábban megállapításra kerültek. Ezzel szemben a gyakorlati érvelés során az argumentáció található a középpontban és ezen esetekben mindig azt kell megállapítani vajon az érvelés gyenge vagy erős.
A Toulmin-modell tehát az érvelés során helyettesíteni képes a szillogizmust tartalmazza. Toulmin 1958-ban megjelent a The Uses of Argument című könyvében a modellt hat részre bontotta.
Mindemellett érdemes megjegyezni, hogy Toulmin ugyanebben a munkájában kidolgozott egy másik fogalmat is, amelyet érvelési mezőnek nevezett el. Az érvelési mező definíciója leírja, hogy két különféle érvelést akkor említhetünk egy mezőbe tartozónak, ha a következtetéseik ugyanazon logikai típusba sorolhatóak. Az érvelési mező definícióját a későbbiekben Wayne Brockriede továbbfejlesztette.

## A modell hat része
Példa: "A dohányzást be kell tiltani a köztereken."

### Követelés
Claim:
A konklúzió, amely érvényessége elfogadott.
Pl.: "A dohányzást be kell tiltani a köztereken."

### Bizonyíték (Adat)
Ground:
Egy tény, amely a követelés alapja.
Pl.: "A dohányzást be kell tiltani a köztereken, mert káros és veszélyes a terhes nőkre és gyermekekre."

### Állítás
Warrant:
Egy állítás, amely lehetővé teszi a követelés és a bizonyíték összekapcsolását.
Pl.: "Egy olyan akcióban résztvenni, amely ártatlan embereket ment meg, sokféle módon hasznos."

### Háttérinformáció, Segítség
Backing:
Hitelesített információ, amelyet az állítás támogatására használható fel, olyan estekben, amikor a hallgatóságot és/vagy közönséget az állítás maga még nem győzte meg.
Pl.: "Azáltal, hogy minden köztéren betiltjuk a dohányzást ártatlan embereket mentünk meg attól, hogy szív- és légzőszervi betegségben szenvedjenek."

### Cáfolat
Rebuttal:
A cáfolat olyan kijelentés, amely esetlegesen megkérdőjelezi a követelés érvényességét.
Pl.: "Az nem megfelelő ellenérv, hogy a passzív dohányzástól megbetegedettek száma alacsony, hiszen egy ember sem érdemli meg, hogy megbetegedjen mások hibájából."

### Minősítés
Qualifier:
Olyan adatok, amelyek megerősítik az érvelő mondanivalójának hitelességét.
Pl.: "A tanulmányban olvashatjuk, hogy a passzív dohányosok között 80%-kal nő a légzőszervi megbetegedés lehetősége."

## A modell felhasználásának lehetőségei
A modellnek két, főbb felhasználási lehetősége van a kutatók és az írók számára. Elsősorban analizálhatóak és azonosíthatóak az érvelés forrásai, melyek segítik megállapítani az érvelés lényegét. Mindemellett lehetőséget ad saját érvelésük kritikai érvényességének tesztelésére.

## Fordítás
- Ez a szócikk részben vagy egészben  a   Stephen Toulmin című angol Wikipédia-szócikk ezen változatának fordításán alapul.  Az eredeti cikk szerkesztőit annak laptörténete sorolja fel. Ez a jelzés csupán a megfogalmazás eredetét és a szerzői jogokat jelzi, nem szolgál a cikkben szereplő információk forrásmegjelöléseként.
- Ez a szócikk részben vagy egészben  a   Ludwig Wittgenstein című angol Wikipédia-szócikk ezen változatának fordításán alapul.  Az eredeti cikk szerkesztőit annak laptörténete sorolja fel. Ez a jelzés csupán a megfogalmazás eredetét és a szerzői jogokat jelzi, nem szolgál a cikkben szereplő információk forrásmegjelöléseként.